# Второе наступление на Центральный советский район в Цзянси
Второе наступление на Центральный советский район в Цзянси (кит. 中央苏区第二次反围剿 — Вторая кампания по окружению Центрального советского района) — серия боёв гоминьдановской НРА против коммунистической Красной армии Китая, проходивших с 1 апреля по 31 мая 1931 (формально по 23 июня) года во время Гражданской войны в Китае, с целью уничтожить контролируемую коммунистами зону на юге провинции Цзянси.
После провала первого наступления по «окружению и подавлению» Красной Армии Чан Кайши приказал начать второе наступление против Центрального советского района. К операции были привлечены части хунаньских, аньхойских, чжэцзянских и юньнаньских милитаристов, формально признававших нанкинское правительство.
25 дивизий армии националистов (200 тысяч человек, 400 орудий, 23 самолёта) получили задачу продвигаться в семи направлениях в глубь района и «постоянно и шаг за шагом наносить удары», чтобы рассечь обороняющихся, а затем окружить и уничтожить по частям. Непосредственно операцией руководил военный министр нанкинского правительства генерал Хэ Инцинь.
Участие в наступлении войск генералов-милитаристов повлияло на темпы продвижения, так как те не хотели терять своих солдат, являвшихся опорой их политического и военного влияния. По всем семи направлениям колонны продвигались одинаково медленно, в среднем не более 1,5 — 2 км в час, на ночь останавливались на отдых вне населённых пунктов. Действия коммунистических партизанских групп «ночного действия», которые нападали на стоянки противника, сеяли панику и исчезали, держали постоянно в напряжении солдат и офицеров наступавших частей. За время наступления колонны войск националистов углубились всего на 45 — 50 км и к 23 апреля последовательно вошли в Цзянбэйдун, Лунгантоу, Футянь, Шуйнань, Яньфан, Чжаосе, Гуанчан и некоторые другие населённые пункты.
Воспользовавшись медленным движением войск НРА, а также тем, что гуандун-гуансийская группировка милитаристов, наступавшая с юго-запада, прекратила операцию, командование Красной Армии с 23 апреля из района Нинду, Шичэн скрытно перебросило основные силы, более 30 000, в район Лунган, Шангу и Дунгу, то есть на правый фланг противника, и 15 мая внезапно нанесло удар.
До 17 мая в районах Чжундун и Цзюцуньлин коммунистические войска окружили и уничтожили большую часть бригад 28-й и 47-й дивизий националистов. Затем ударная группировка Красной Армии повернула на восток и ударами во фланг («сматывая фланг противника») последовательно разгромила наступавшие колонны гоминьдановцев: 19 мая — в Байше, 22 мая — в районе Чжунцуня, 27 мая — в Гуанчане, 31 мая — в Цзяньнине.
После пяти последовательных поражений за шестнадцать дней и потеряв при этом все свои вновь завоёванной территории, НРА начала отступление в исходные районы. За всё время наступления гоминьдановские войска потеряли около 18 тысяч убитыми и ранеными, 30 тысяч пленными (в их числе было много перебежчиков), 53 орудия и бомбомёта, более 20 тысяч винтовок, много боеприпасов и снаряжения.
Всё это заставило Чан Кайши 23 июня отдать приказ о прекращении наступления и отводе войск за пределы Центрального советского района.